# Hymenarcys reticulata
Hymenarcys reticulata är en insektsart som först beskrevs av Carl Stål 1872.  Hymenarcys reticulata ingår i släktet Hymenarcys och familjen bärfisar. Inga underarter finns listade i Catalogue of Life.